# كوبرا 2
كوبرا 2: القصة الحقيقية لغزو واحتلال العراق هو كتاب صدر عام 2006 من تأليف مايكل ر. جوردون، كبير المراسلين العسكريين في صحيفة نيويورك تايمز، وبرنارد إي. تراينور، الفريق المتقاعد في مشاة البحرية الأمريكية. يفصّل الكتاب عملية صنع القرار خلف الكواليس التي أدت إلى غزو العراق عام 2003. ثم يتتبع الكتاب، بعمق، الغزو نفسه والأشهر الأولى من الاحتلال حتى صيف عام 2003.
تمكّن المؤلفان من الاطلاع على مجموعة واسعة من المواد، بما في ذلك العديد من الوثائق السرية، والوصول إلى أعلى مستويات الحكومة والجيش الأمريكي والعراقي. ويصفان بالتفصيل اجتماعات ومراسلات ومواقف مختلف الجهات الفاعلة، بما في ذلك الولايات المتحدة والعراق، ودول أخرى حول العالم، أثناء بحثها في تداعيات الانضمام إلى "تحالف الراغبين".
يُخصَّص جزء كبير من الكتاب لوصف الاجتماعات الداخلية ووجهات نظر القيادة العراقية. ومن أبرز الشخصيات التي يُوصوف بها الجنرالات الأمريكيون والعراقيون، ووزير الدفاع دونالد رامسفيلد، والرئيس جورج دبليو بوش، وأقرب مساعديهم. يُعيد الكتاب بناء المعارك الرئيسية من مصادر أولية، بما في ذلك مقابلات عديدة مع كلٍّ من القيادة العسكرية وجنود الخطوط الأمامية. كما يناقش الكتاب إخفاقات الاستخبارات الأمريكية وضعف التخطيط لعمليات ما بعد الحرب.

## مواضيع
يزعم جوردون وترينور على نطاق واسع أن الصعوبات التي واجهتها أميركا في حرب العراق جاءت من خمسة إخفاقات رئيسية: "سوء فهم العدو"، و"الاعتماد المفرط على التقدم التكنولوجي"، و"الفشل في التكيف مع التطورات في ساحة المعركة"، و"اختلال الهياكل العسكرية الأميركية"، و"ازدراء إدارة بوش لبناء الأمم".

## آراء
أعرب بعض القراء عن آراء إيجابية تجاه محتوى الكتاب، ذكر أحد المراجعين التعليق الآتي: 

## روابط خارجية
- مقالة مراجعة كتاب نيويورك تايمز
- وصف كتاب راندوم هاوس
- مراجعة الشؤون الخارجية
- حلقة نقاشية مع جوردون وترينور حول كوبرا 2 ، 16 مارس 2006| العراق الغزو الأمريكي للعراق - - جاي غارنر - بول بريمر - الحكومة العراقية المؤقتة - غازي الياور - إياد علاوي - الانتخابات العراقية - جلال الطالباني - إبراهيم الجعفري - نوري المالكي - إعدام صدام حسين |
| تحرير || - ع - ن - ت حرب العراق (2003–2011)     | - ع - ن - ت حرب العراق (2003–2011) |
| -------------------------------------- | --- |
| - جزء من صراع العراق                   | |
| المقدمات                               | - الأساس المنطقي لحرب العراق - أنابيب الألومنيوم العراقية - أزمة نزع سلاح العراق - العراق وأسلحة الدمار الشامل - عمليات تزوير يورانيوم النيجر - برنامج الأسلحة البيولوجية العراقية - مبادرات السلام الفاشلة العراقية - مشروعية حرب العراق 2003 - الرأي العام في الولايات المتحدة بشأن غزو العراق - التغطية الإعلامية لحرب العراق - مقابلة صدام - انتهاكات مسندة إلى صدام حسين - حقوق الإنسان في العراق |
| الغزو                                  | - الخط الزمني لغزو العراق 2003 - التحضيرات لغزو العراق 2003 - القوات متعددة الجنسيات في العراق - معركة الناصرية - سقوط بغداد - معركة ممر ديبكة - إسقاط تمثال صدام في ساحة الفردوس - خطاب المهمة أنجزت - التكهن بأسلحة الدمار الشامل عقب غزو العراق عام 2003 - سلطة الائتلاف المؤقتة |
| الأحداث الرئيسة                        | - غزو العراق (2003) - إعدام صدام حسين (2006) - حرب العراق بمحافظة الأنبار (2003–2011) - جماعات مسلحة عراقية (2003–2011) - التمرد العراقي (2003–2006) - الحرب الأهلية العراقية (2006–2008) - اتفاق انسحاب القوات الأمريكية من العراق (2007–2011) |
| العمليات                               | \| 2003 \| - التنين محمول جوا [لغات أخرى]‏ - بابل القديمة - حربة البرق [لغات أخرى]‏ - بلدوغ ماموث [لغات أخرى]‏ - الإسهام الأسترالي - عقرب الصحراء [لغات أخرى]‏ - العمليات العسكرية للائتلاف - المطرقة الحديدية [لغات أخرى]‏ - العدالة الحديدية [لغات أخرى]‏ - آيفي بليزارد [لغات أخرى]‏ - التأخر في الشمال [لغات أخرى]‏ - Panther Squeeze [لغات أخرى]‏ - Peninsula Strike [لغات أخرى]‏ - عملية كوكب إكس - عملية الفجر الأحمر - عملية تليك \| \| 2004 \| - معركة سامراء - Bulldog Mammoth [لغات أخرى]‏ - عملية أطفال العراق - Iron Saber [لغات أخرى]‏ - معركة الفلوجة الثانية - معركة الفلوجة الثانية - Phantom Linebacker [لغات أخرى]‏ - Plymouth Rock [لغات أخرى]‏ - معركة الفلوجة الأولى - Warrior's Rage [لغات أخرى]‏ \| \| 2005 \| - Able Rising Force ‏ - Able Warrior ‏ - Badlands - عملية سايكلون - Dagger - Iron Hammer [لغات أخرى]‏ - ماتادور - New Market [لغات أخرى]‏ - الرمح - Squeeze Play [لغات أخرى]‏ - الستارة الفولاذية \| \| 2006 \| - الماجد - Gaugamela - Guardian Tiger ‏ - Iron Triangle [لغات أخرى]‏ - عملية ميدوسا - River Falcon ‏ - Scorpion - عملية سندباد [لغات أخرى]‏ - Swarmer - عملية معا إلى الأمام \| \| 2007 \| - عملية اللجاه [لغات أخرى]‏ - Arbead II ‏ - عملية آردنس [لغات أخرى]‏ - عملية النسر الأسود - عملية النسر المغوار - عملية فورسيث بارك - عملية فرض القانون - Leyte Gulf [لغات أخرى]‏ - عملية مارن أفالانش - عملية شعلة مارن - عملية ماوتني [لغات أخرى]‏ - عملية ضربة الشبح - عملية رعد الشبح - Polar Tempest ‏ - Purple Haze ‏ - Saber Guardian [لغات أخرى]‏ - Sledgehammer - Stampede 3 [لغات أخرى]‏ - Tiger Hammer [لغات أخرى]‏ - عملية الحارس الشجاع - معركة بعقوبة \| \| 2008 \| - Operation Defeat Al Qaeda in the North - بشائر الخير - عملية فينيق الشبح \| |
| ما بعد الحرب                           | - الأمر 81 - التمرد العراقي (2011–2013) - التدخل العسكري الدولي ضد تنظيم الدولة الإسلامية (داعش) (2014–الآن) - التدخل بقيادة الولايات المتحدة في العراق - الحرب الأهلية العراقية (2014–2017) (2014–2017) - التمرد العراقي (2017–الآن) (2017–الآن) |
| مواقف وآراء                            | - وجهات النظر حول غزو العراق عام 2003 - مشروعية غزو العراق عام 2003 - معارضة حرب العراق - احتجاجات ضد حرب العراق - نقد حرب العراق - مجلس الأمن الدولي وحرب العراق - المواقف الحكومية من حرب العراق قبل غزو العراق عام 2003 |
| جرائم الحرب                            | - مقتل الصحفيين بنيران القوات الأمريكية (2003) - مجزرة الفلوجة (2003) - إساءة معاملة السجناء والتعذيب في سجن أبي غريب (2004) - مجزرة حفلة عرس مكر الذيب (2004) - مجزرة حديثة (2005) - جرائم المحمودية (2006) - حادثة الإسحاقي (2006) - حادثة الحمدانية (2006) - الغارة الجوية على بغداد في 12 يوليو 2007 (2007) - مجزرة ساحة النسور (2007) - تسريب وثائق حرب العراق (2010) |
| التأثير                                | - لاجئون عراقيون - فريق الاستقصاء المتعلق بالعراق - أضرار بغداد خلال حرب العراق - نهب الآثار - مجلس الحكم العراقي - إعادة إعمار العراق - الإصلاح الاقتصادي في العراق - التكلفة المالية - ضحايا حرب العراق - لجنة تشيلكوت - حقوق الإنسان في العراق - كندا وحرب العراق |
| النصب التذكارية                        | - نصب العراق وأفغانستان التذكاري |
| قوائم                                  | - العمليات العسكرية في العراق من جانب الائتلاف بقيادة الولايات المتحدة - التفجيرات - إسقاطات الطيران والحوادث |
| الجدول الزمني للحرب                    | - 2003 - 2004 - 2005 - 2006 - 2007 - 2008 - 2009 - 2010 - 2011 |
| - تصنيف:حرب العراق - أخبار - ويكيميديا | |
| 2003                                   | - التنين محمول جوا [لغات أخرى]‏ - بابل القديمة - حربة البرق [لغات أخرى]‏ - بلدوغ ماموث [لغات أخرى]‏ - الإسهام الأسترالي - عقرب الصحراء [لغات أخرى]‏ - العمليات العسكرية للائتلاف - المطرقة الحديدية [لغات أخرى]‏ - العدالة الحديدية [لغات أخرى]‏ - آيفي بليزارد [لغات أخرى]‏ - التأخر في الشمال [لغات أخرى]‏ - Panther Squeeze [لغات أخرى]‏ - Peninsula Strike [لغات أخرى]‏ - عملية كوكب إكس - عملية الفجر الأحمر - عملية تليك |
| 2004                                   | - معركة سامراء - Bulldog Mammoth [لغات أخرى]‏ - عملية أطفال العراق - Iron Saber [لغات أخرى]‏ - معركة الفلوجة الثانية - معركة الفلوجة الثانية - Phantom Linebacker [لغات أخرى]‏ - Plymouth Rock [لغات أخرى]‏ - معركة الفلوجة الأولى - Warrior's Rage [لغات أخرى]‏ |
| 2005                                   | - Able Rising Force ‏ - Able Warrior ‏ - Badlands - عملية سايكلون - Dagger - Iron Hammer [لغات أخرى]‏ - ماتادور - New Market [لغات أخرى]‏ - الرمح - Squeeze Play [لغات أخرى]‏ - الستارة الفولاذية |
| 2006                                   | - الماجد - Gaugamela - Guardian Tiger ‏ - Iron Triangle [لغات أخرى]‏ - عملية ميدوسا - River Falcon ‏ - Scorpion - عملية سندباد [لغات أخرى]‏ - Swarmer - عملية معا إلى الأمام |
| 2007                                   | - عملية اللجاه [لغات أخرى]‏ - Arbead II ‏ - عملية آردنس [لغات أخرى]‏ - عملية النسر الأسود - عملية النسر المغوار - عملية فورسيث بارك - عملية فرض القانون - Leyte Gulf [لغات أخرى]‏ - عملية مارن أفالانش - عملية شعلة مارن - عملية ماوتني [لغات أخرى]‏ - عملية ضربة الشبح - عملية رعد الشبح - Polar Tempest ‏ - Purple Haze ‏ - Saber Guardian [لغات أخرى]‏ - Sledgehammer - Stampede 3 [لغات أخرى]‏ - Tiger Hammer [لغات أخرى]‏ - عملية الحارس الشجاع - معركة بعقوبة |
| 2008                                   | - Operation Defeat Al Qaeda in the North - بشائر الخير - عملية فينيق الشبح |